# Віслинська затока
Віслинська затока або Віслинський лиман (пол. Zalew Wiślany; рос. Калининградский залив; нім. Frisches Haff; лит. Aistmarės) — прісноводна лагуна Балтійського моря відокремлена від Гданської бухти Віслинською косою. Сучасна німецька назва Frisches Haff, походить від колишнього Friesisches Haff. Давня польська назва Zatoka Fryska. Але історично ця назва може позначати ще й Щецинську затоку.
Лагуна є гирлом декількох рукавів у Вісли — Ногат і Преголя. Пов'язана з Гданською затокою Балтійською протокою.
На затоці розташовані Калінінград, Балтійськ і Приморськ в Росії та Ельблонг, Толькмицько, Фромборк, Криниця-Морська в Польщі. Польський порт Ельблонг зазвичай мав великий товарообіг, але він впав через нинішню ситуацією на кордоні. Калінінград і Балтійськ наразі є великими морськими портами.
Фактично Віслинська затока є лагуною (лиманом) — майже закрита водойма, відокремлена від моря піщаною Віслинською косою. Обмін води відбувається через вузьку Балтійську протоку, розташовану у східній частині в районі міста Балтійська. У затоку впадають річки Ногат (правий рукав Вісли), Преголя та інші, тому вода в затоці є досить прісна. Рівень води в затоці трохи вище рівня моря, тому в з'єднуючій затоку з морем протоці є течія. Довжина затоки 91 км, ширина 2—11 км, площа 838 км². Загальна берегова лінія простягнулася на 270 км, з яких 159 км належать до Росії і 111 км до Польщі. Середня глибина становить 2,7 м, максимальна (за винятком штучного фарватеру) 5,2 м. Єдиний острів Насипний знаходиться на російській території.
Акваторія затоки розділена між Росією та Польщею, при цьому 56,2 % її площі належать до Росії і решта до Польщі. Акваторією проходить межа Калінінградської області.

## Запланований канал
Наразі розглядається проєкт будівництва другого каналу завдовжки 1 км для покращення роботи порту Ельблонг. Канал надасть вільне пересування кораблів незалежно від бажання уряду Росії, який використовує обмеження пароплавства Балтійською протокою за для тиску на Польщу. Кошторисна вартість каналу 80 млн злотих. Але найбільша проблема екологічна: наприклад, міграція ссавців уздовж лагуни може бути порушена. Крім того, приплив солоної води з Балтійського моря може призвести до серйозного розбалансування прісноводних екосистем затоки.